# Kamienny Most (West-Pommeren)
Kamienny Most (Duits Steinhöfel) is een plaats in het Poolse district  Stargardzki, woiwodschap West-Pommeren. De plaats maakt deel uit van de gemeente Chociwel en telt 232 inwoners.